# رجوزه (الجوف)
رجوزه هي إحدى قرى الجمهورية اليمنية. تتبع جغرافيا لمحافظة الجوف و إداريًا لمديرية رجوزه. يبلغ تعداد سكانها 2324 نسمة حسب الإحصاء الذي أجري عام 2004.